# Tim Müller
Tim Müller (ur. 24 sierpnia 1991 roku) – niemiecki zapaśnik walczący w stylu wolnym. Zajął 33. miejsce na mistrzostwach świata w 2023 roku.
Czternasty na mistrzostwach Europy w 2017. Jedenasty na igrzyskach europejskich w 2015. Ósmy na igrzyskach wojskowych w 2015. Wicemistrz świata wojskowych w 2014 roku.
Mistrz Niemiec w 2015, 2017 i 2023, drugi w 2013 i 2014, a trzeci w 2011 i 2012 roku.